# Евтихианство
Евтихиа́нство — название крайнего монофизитства, его основателем является константинопольский архимандрит Евтихий (IV—V век).

## Общая характеристика
Родоначальником учения об одной природе Иисуса Христа является Аполлинарий Лаодикийский (ум. 390), который отрицал полноту человеческой природы во Христе и учил, что во Иисусе Христе Бог и человек составили одну природу. Аполлинарий был осуждён на Втором Вселенском соборе в 381 году.
Константинопольский архимандрит Евтихий (около 378—454) учил, что объединение двух природ во Христе при воплощении привело либо к поглощению человеческого естества божеством, либо к образованию некой третьей сущности, не являющейся ни Богом, ни человеком. Евтихианство не стало значимой богословской традицией и было отвергнуто не только православными богословами, но и подавляющим большинством умеренных монофизитов (миафизитов), учивших об единой природе Иисуса Христа.
Принципиальным отличием евтихианства от умеренного монофизитства (миафизитства) полагают непризнание евтихианами единосущия Иисуса Христа людям по человечеству.  

## История
Евтихианство определилось исторически как противоположная крайность другому, незадолго перед тем осужденному воззрению — несторианству, которое стремилось к полнейшему обособлению или разграничению двух самостоятельных природ в Христе, допуская между ними только внешнее или относительное соединение или обитание одного естества в другом. 
Отстаивая единство Богочеловека против Нестория, святитель Кирилл Александрийский допустил в своей полемике неосторожное выражение: «единая природа Бога-Слова, воплощенная» (греч. μία φύσις του Θεοΰ Λόγου σεσαρκωμέη). Святитель Кирилл признавал, что можно говорить о двух природах Христа после воплощения. Он осуждал Аполлинария Лаодикийского и признавал полноту человеческой природы во Христе. Однако после его смерти в 444 году некоторые из его сторонников стали толковать это выражение в смысле исключительного единства Божественной природы в Иисусе Христе, несовместимого по воплощении с человечностью.
Такой взгляд, укоренившийся в Египте, стал проповедоваться в Константинополе архимандритом Евтихием. Тогда местный патриарший собор в 448 году осудил это учение как ересь и низложил Евтихия, о чём Константинопольский патриарх Флавиан сообщил римскому папе Льву Великому. По имени Евтихия доктрина была названа евтихианством. Евтихий утверждал: «Я исповедую, что Господь наш был из двух естеств до соединения. A после соединения я исповедую единую природу». Евтихий после безуспешной жалобы в Рим нашел себе опору в византийском императоре Феодосии II и в преемнике Кирилла на александрийском патриаршестве — Диоскоре. Созванный императором Феодосием в 449 году в Ефесе собор епископов (так называемый разбойнический собор) осудил Флавиана и оправдал Евтихия. Папский легат, диакон Иларий, заявил формальный протест и бежал в Рим, где папа немедленно объявил Диоскора отлученным от Церкви, а Ефесский собор 449 года — недействительным.
Евтихианство было осуждено как ересь на Халкидонском IV Вселенском соборе в 451 году, который утвердил положение о двух природах Иисуса Христа.